# Gitzo
Gitzo è un'azienda italiana produttrice di accessori fotografici, in particolar modo di treppiedi e supporti per la fotografia.

## Storia
Fondata in Francia da Arsène Gitzhoven nel 1917, Gitzo produceva macchine fotografiche. Chiuse i battenti dal 1942 al 1944 a causa della Seconda Guerra Mondiale. Iniziò a produrre treppiedi negli anni '50 del secolo scorso quando subentrò alla guida dell'azienda la figlia del fondatore, Yvonne Plieger, assieme al marito, i quali si concentrarono sulla produzione di treppiedi fotografici di alta qualità.
Nel 1992 l'azienda è stata rilevata dall'italiana Manfrotto.
Nel 2005 Gitzo ha completato il trasferimento della produzione dalla Francia all'Italia, processo iniziato nel 2001.